# Kerembong
Kerembong is een bestuurslaag in het regentschap Centraal-Lombok van de provincie West-Nusa Tenggara, Indonesië. Kerembong telt 5965 inwoners (volkstelling 2010).